# Sportforum Hohenschönhausen

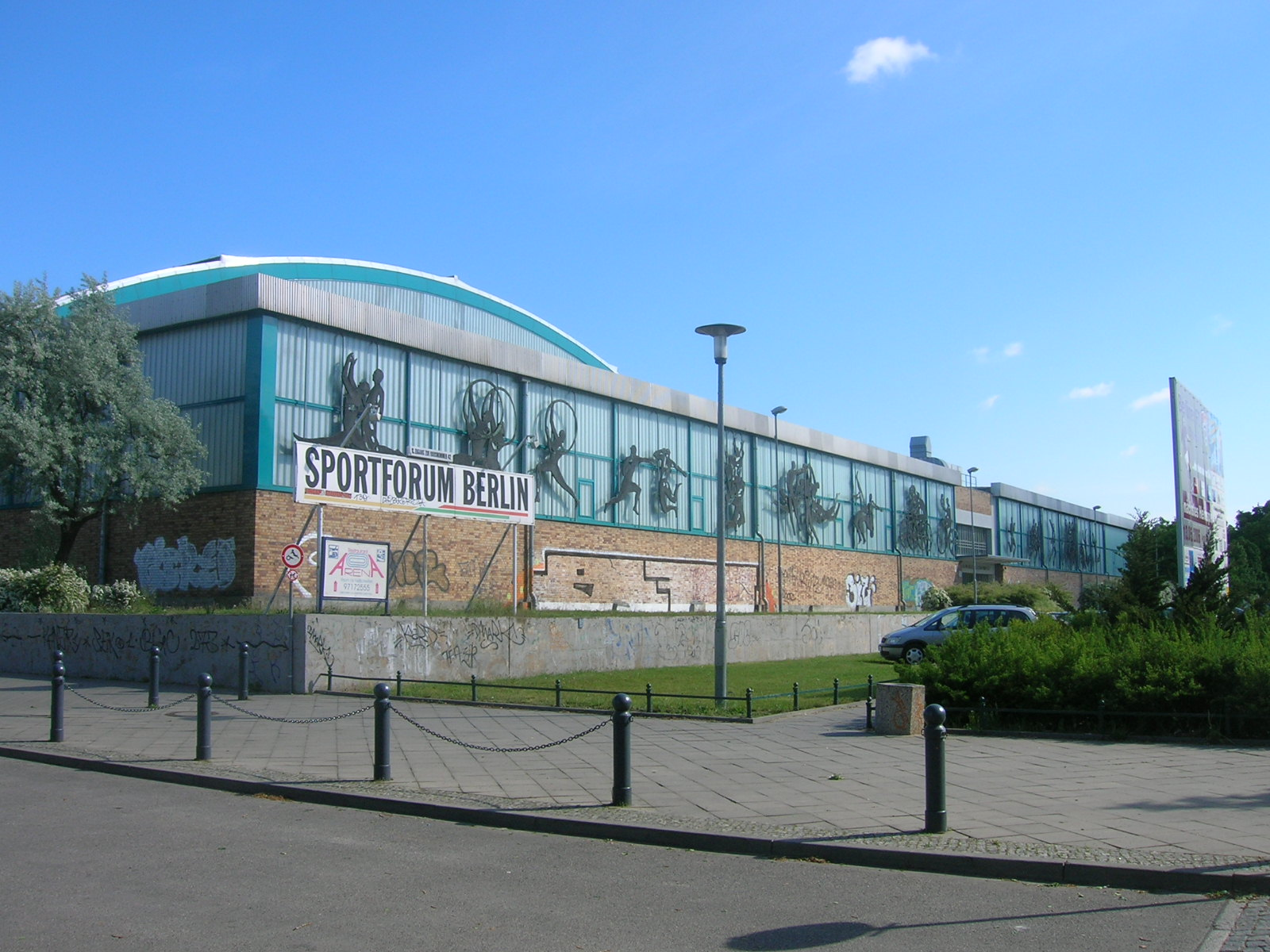
Leichtathletikhalle
(Ansicht von der Konrad-Wolf-Straße, 2006)

Das Sportforum Hohenschönhausen (offiziell Sportforum Berlin) ist ein Komplex mit 35 Sportstätten im Berliner Ortsteil Alt-Hohenschönhausen des Bezirks Lichtenberg. Das ab 1954 entstandene Gelände ist nach dem Olympiapark das zweitgrößte Sport- und Trainingszentrum Berlins. Hauptnutzer ist der Olympiastützpunkt Berlin.

## Geschichte
Für den geplanten Bau einer großzügigen Sportanlage hatte das Bezirksamt ein Gelände ausgesucht, auf dem es zuvor die Kolonie Wilhelmberg gab. Hier wurde vor 1890 ein großes Ausflugslokal eröffnet (Adresse Hohenschönhauser Straße 26/27), verbunden mit einem Bierausschank des Brauhauses Hoh:Schönhausen (wie es auf einem Schild stand). Aus dem zugehörigen Ballsaal, einer Kegelbahn entwickelte sich schrittweise ein Vereinstreff von Freizeitsportlern, das um 1920 den Namen Gesellschaftshaus Wilhelmsberg erhielt. Die gesamte Anlage musste für den Sportkomplex abgerissen werden.
Das danach ab 1956 nach Entwürfen eines Architektenkollektivs unter Leitung von Walter Schmidt entstandene Bauensemble (einschließlich der von 1956 bis 1958 gebauten Dynamo-Sporthalle) steht seit den 1970er Jahren unter Denkmalschutz. Der ursprüngliche Bau wurde vom VEB Industriebau Berlin im Auftrag des Ministeriums des Innern und des Ministeriums für Staatssicherheit der DDR ausgeführt.
Seit der deutschen Wiedervereinigung gehört das Sportforum zum Verantwortungsbereich des Berliner Senats (Senatsverwaltung für Inneres und Sport).
→ künftige Entwicklung siehe: Perspektive

## Lage und Ausstattung

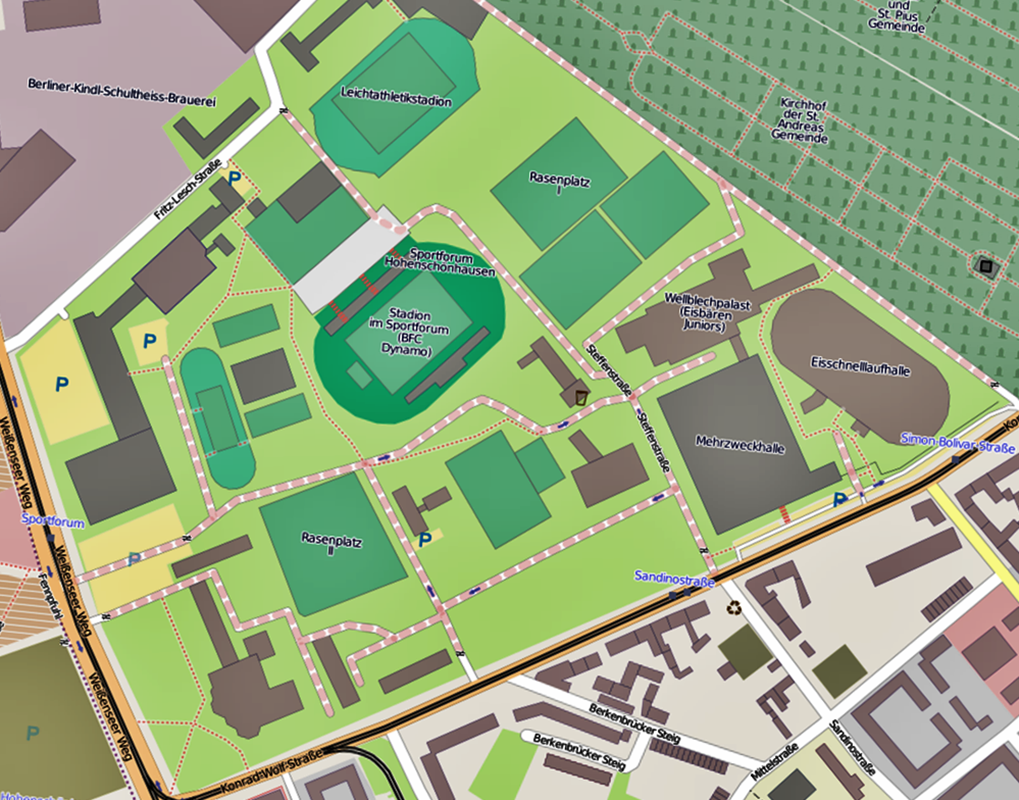
Lageplan der Sportstätten

### Überblick
Der Komplex befindet sich im Westen des Ortsteils Alt-Hohenschönhausen. Im Norden begrenzt ihn ein Industriegebiet (auf dem sich unter anderem die Berliner-Kindl-Schultheiss-Brauerei befindet), im Osten der Friedhof der St.-Andreas- und St.-Markus-Gemeinde, im Süden die Konrad-Wolf-Straße und im Westen der Weißenseer Weg.
Das Areal ist etwa 50 Hektar groß und umfasst 35 Sportanlagen, darunter drei Eissporthallen, zwei Turnhallen, ein Fußballstadion sowie weitere acht Hallen und Freianlagen für Leichtathletik, Handball, Volleyball, Judo, Fechten, Bogenschießen, Beachvolleyball und Fußball.
Aus der anfänglichen Ausstattung sind zu nennen: die von Wolfgang Frankenstein gestalteten Wandflächen in der Schwimmhalle sowie zwei Bronze-Skulpturen Sitzende Schwimmerin von Gustav Weidanz und Stehende Schwimmerinnen von Waldemar Grzimek am Freibad, das im Winter mit einem verschiebbaren Dach überdeckt werden konnte.

### Anlagen (Auswahl)

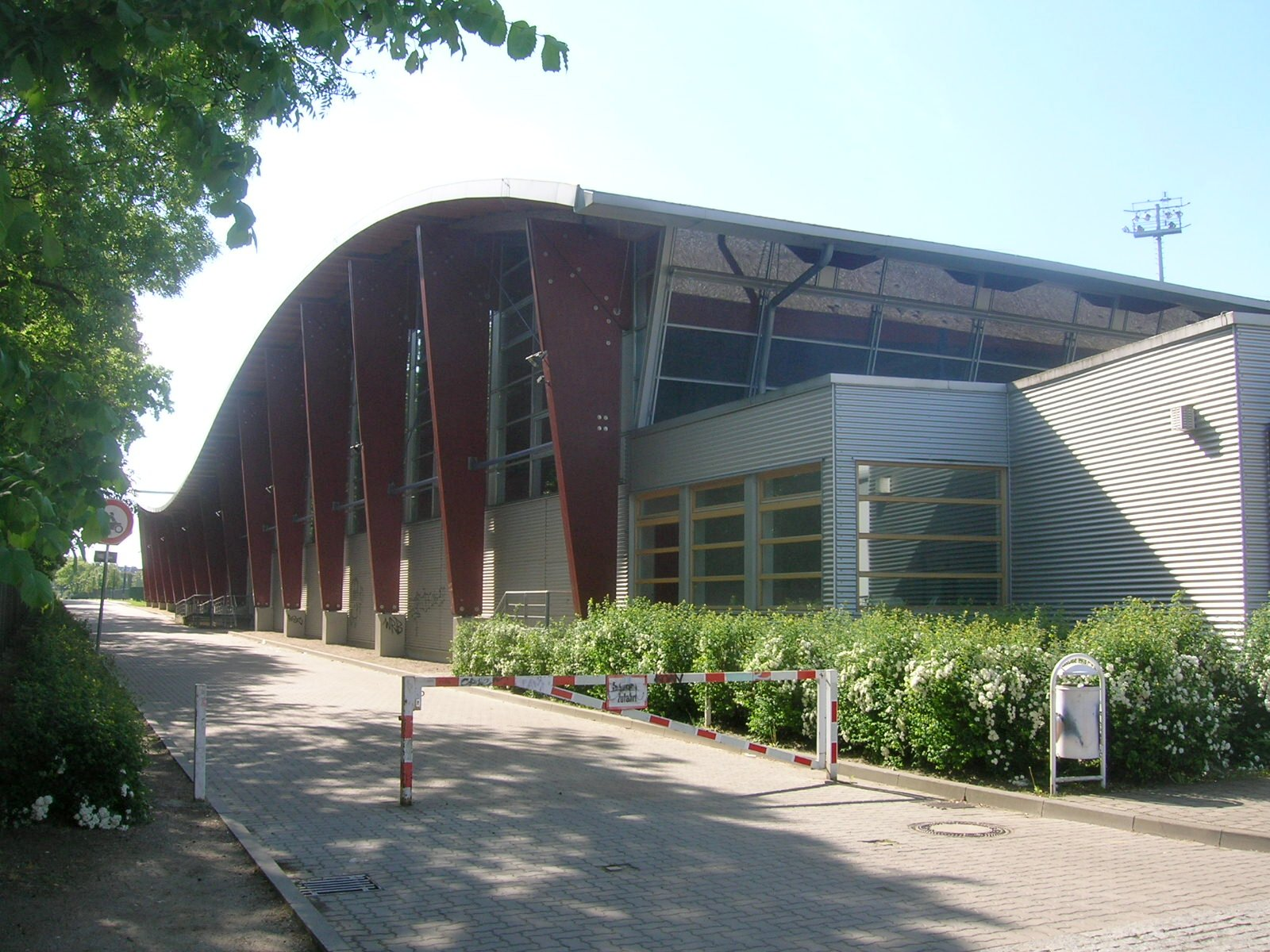
Lilli-Henoch-Werfer-Halle (2006)

Das ab den 1950er Jahren in mehreren Teilschritten errichtete Sportforum mit seinem Haupteingang am Weißenseer Weg besteht aus einem um ein Stadion gruppiertes Ensemble auf einer trapezförmigen Grundfläche, das später weiter ausgebaut wurde:
- 1954–1956 entstand als erstes ein Internatsgebäude.
- 1955–1958 folgte die Dynamo-Sporthalle, die 1957–1960 um einen Turnhallenflügel erweitert wurde.
- 1958–1960 folgten Eissportanlagen
- 1954–1959: Fußballstadion[7]
- 1960–1962 entstand ein Sporthotel (dreigeschossiges Hotel und angebautes achteckiges Restaurant). Dies wurde Mitte der 1990er Jahre geschlossen und verfällt (Stand: März 2025). 
→ siehe: Sporthotel
- 1960–1964 wurde eine Schwimmhalle gebaut und eröffnet. In ihr waren ein 50-Meter-Schwimmbecken, Sprunganlagen, Nebenbecken, Umkleide- und Sanitäreinrichtungen sowie im Vorraum ein Imbiss untergebracht.
Gleichzeitig entstanden eine (damals offene) 400-Meter-Eisschnelllaufbahn nebst einer 30 m × 60 m großen Kunsteisfläche sowie ein Freibad.
- 1963 erhielt die Eisschnelllaufbahn eine freitragende Überdachung und es wurden Trainingshallen mit dem Giebel zur Konrad-Wolf-Straße (damals noch Berliner Straße) gebaut.[6]
- 1986: Eissporthalle

## Nutzung

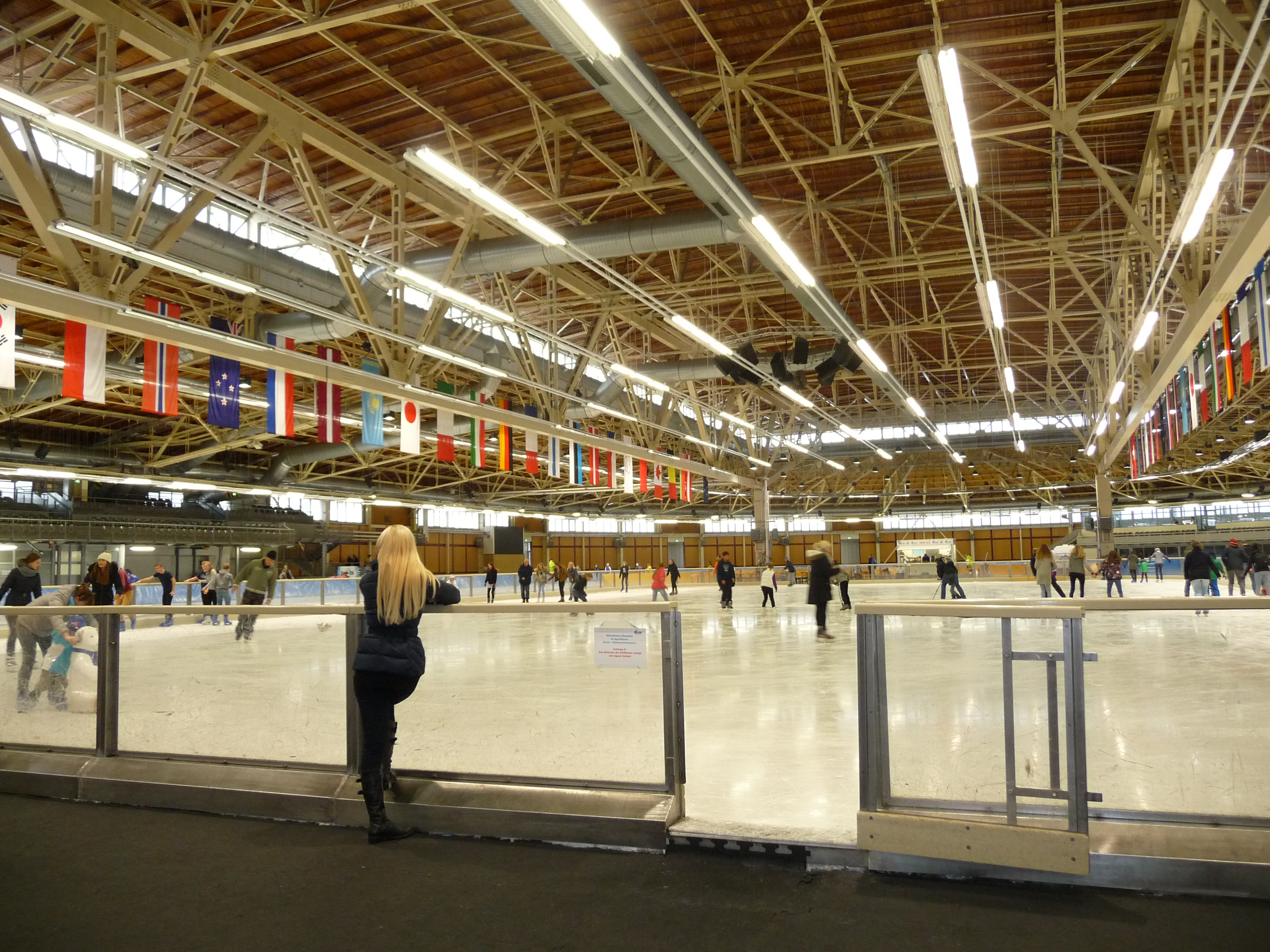
Öffentliches Eislaufen

Hauptnutzer der ersten zehn Bauten des Sportforums war der Sportclub Dynamo Berlin mit seinem mehrere Sportarten umfassenden Kader. Es war und ist eine Trainingsstätte des Leistungssports. Seit den späten 1980er Jahren wurde das Sportforum zum Olympiastützpunkt Berlin (OSB). Auf dem Gelände trainieren regelmäßig mehr als 300 Bundeskaderathleten. Hinzu kommen elf anerkannte Landesleistungszentren mit rund 800 Landeskaderathleten, ein Standort des Schul- und Leistungssportzentrums Berlin (ehemals: Sportschule „Werner Seelenbinder“), das „Haus der Athleten“ mit rund 200 Internatsplätzen sowie das Institut für Sportwissenschaften der Humboldt-Universität mit rund 500 Studenten und ca. 20 weitere Sportvereine. Das erste Internatsgebäude aus den 1950er Jahren wurde Anfang des 21. Jahrhunderts an Privatinvestoren verkauft, die es zu einem Studentenwohnheim umgestalteten.
Zu den Hauptnutzern unter den Vereinen zählen der BFC Dynamo, die Eisbären Juniors Berlin, der SC Berlin und die SSG Humboldt zu Berlin, aber auch anderen Vereinen dient das Sportforum als Trainingsstätte: Berliner TSC, Füchse Berlin, ALBA Berlin (Nachwuchs), SC Charlottenburg, SV Preußen Berlin und Weißenseer SV Rot-Weiß.
Schwimmhalle und das Eisschnelllaufoval stehen auch der Bevölkerung offen.

## Dynamo-Sporthalle

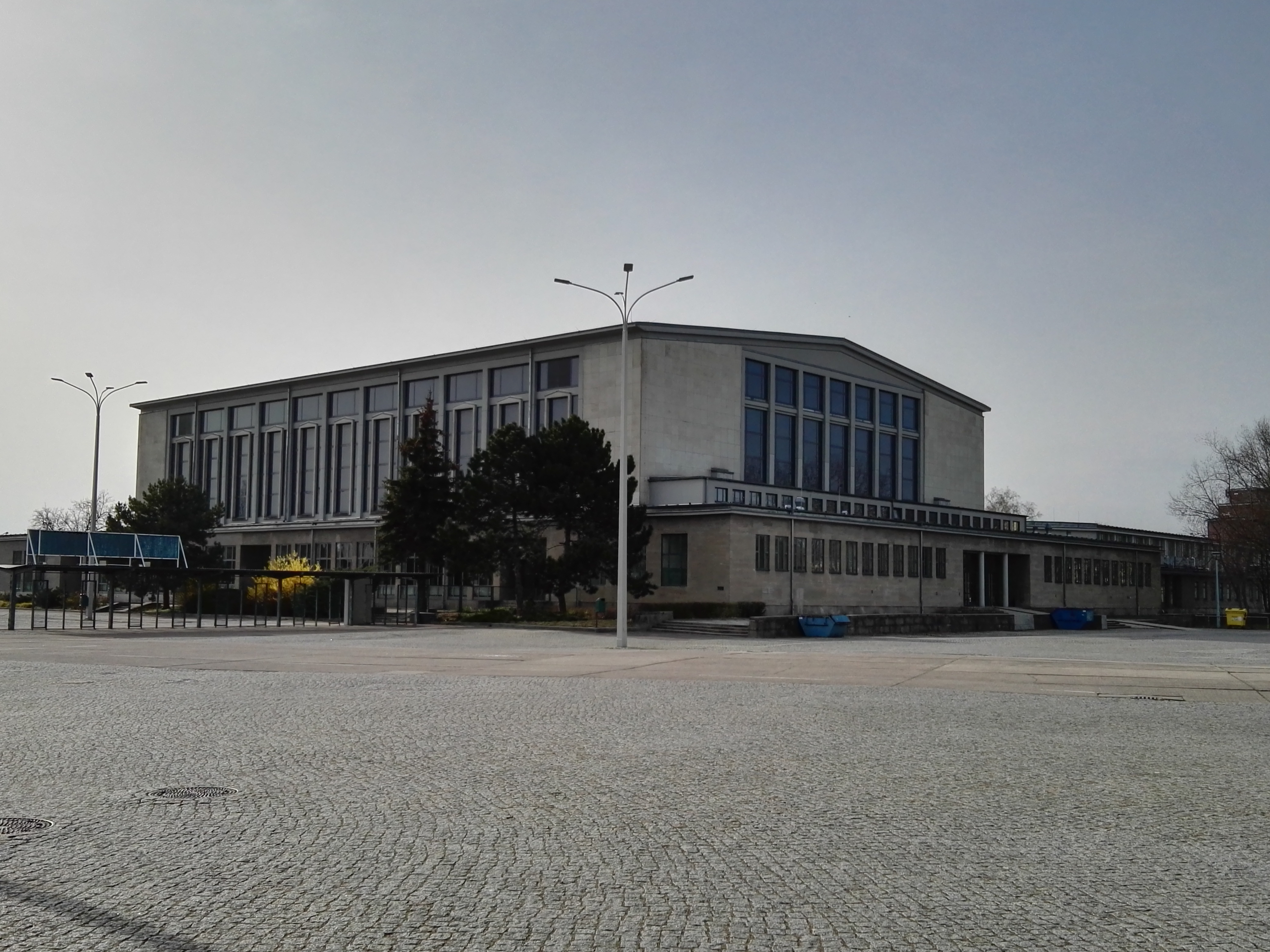
Dynamo-Sporthalle, 2016

Die Dynamo-Sporthalle, heute auch Große Sporthalle oder Große Halle genannt, am Weißenseer Weg gelegen, wurde am 25. Januar 1958 im Beisein unter anderem von Walter Ulbricht eingeweiht. Sie fasste je nach Sportart 2000 bis 4000 Zuschauer. Ihre Innenabmessungen (47 m breit, 65 m lang, 15 m hoch) ermöglichten Veranstaltungen in zahlreichen Sportarten wie Leichtathletik, Handball, Boxen, Judo, Basketball und Turnen. Erstmals in der DDR gab es hier eine transportable, 143 m lange Rundbahn mit überhöhten Kurven.
Kulturelle und politische Veranstaltungen gab es ebenfalls in der Halle. Am 8. und 9. Dezember 1989 fand hier die erste Tagung des Sonderparteitages der SED statt, auf dessen zweiter Tagung am 16. und 17. Dezember 1989 die Umbenennung der Partei in PDS beschlossen wurde.

Die Sporthalle steht unter Denkmalschutz und wird für verschiedene kleinere Veranstaltungen genutzt. Die Mannschaften des VC Olympia Berlin tragen hier ihre Heimspiele aus.

## Fußballstadion

### Geschichte
Das Stadion wurde 1959 fertiggestellt. Zuvor befand sich auf dem Gelände der Sportplatz Steffenstraße, der von der Fußballmannschaft der Sportgemeinschaft SG Dynamo Berlin genutzt wurde. Die SG Dynamo Berlin spielte hier in der DDR-Liga 1953/54.
Der Bau des Stadions begann Mitte der 1950er Jahre. Der bestehende Sportplatz wurde dann 1954 in ein Stadion umgebaut, indem das Gelände an beiden Längsseiten erhöht wurde, um Tribünen unterzubringen.  Das Stadion wurde im Rahmen des Nationalen Aufbauwerks (NAW) errichtet.
Die Fußballmannschaft des Sportclub SC Dynamo Berlin spielte die Saison 1954/55 im Walter-Ulbricht-Stadion im Stadtbezirk Mitte. Zur Übergangssaison 1955 verlegte die Mannschaft ihre Heimspiele jedoch in das Fußballstadion im Sportforum. Das Stadion hatte in der Saison 1955 eine Kapazität von 8.000 Zuschauern. SC Dynamo Berlin-Funktionär Günther Purrmann lobte das Fußballstadion im Sportforum nach der Saison 1955, da es alle Möglichkeiten zum Training, wie gute Räume zum Umkleiden, eine kleine Kantine und einen Clubraum für theoretischen Unterricht besaß. Vor allem aber bot das im Besitz der Deutschen Volkspolizei befindliche Fußballstadion im Vergleich zum sehr großen Walter-Ulbricht-Stadion einen besseren Kontakt zum Publikum. Zur Saison 1956 zog der SC Dynamo Berlin jedoch wieder ins Walter-Ulbricht-Stadion zurück.
Zu Beginn der Saison 1961/62 kehrte die Fußballmannschaft des SC Dynamo Berlin in das Stadion im Sportforum zurück, zog aber 1975 in den Friedrich-Ludwig-Jahn-Sportpark im damaligen Stadtbezirk Prenzlauer Berg um; das Sportforum blieb jedoch Sitz und Trainingsstätte des Gesamtvereins.

### Nutzung
In der Folge diente das Stadion nur noch selten für größere Spiele. In der Saison 1972/73 trug der BFC seine Heimspiele im UEFA-Pokal gegen SCO Angers, Lewski-Spartak Sofia und den FC Liverpool hier aus. Die 20.000 Besucher zum Spiel gegen Liverpool bedeuten bis heute den gültigen Zuschauerrekord. Erst 1986 kam es wieder zu höherklassigem Fußball, als der BFC für die Oberliga-Spielzeit 1986/87 ins Sportforum zurückkehrte, da der Jahn-Sportpark renoviert wurde. Auch die beiden Heimpartien im Europapokal der Landesmeister gegen Örgryte IS und Brøndby IF fanden hier statt.
Nach dem Mauerfall spielte der frühere DDR-Serienmeister BFC Dynamo (unter dem zwischenzeitlichen Namen FC Berlin) ab 1992 wieder im Sportforum. Für seine Heimspiele in der Oberliga Nordost nutzte der Verein das Hauptstadion, das über eine Kapazität von 10.000 Steh- und 2400 Sitzplätzen (davon 400 überdacht) verfügt. Später versuchte der Verein, das Stadion zu kaufen oder ein neues Stadion zu errichten, was aber an den mangelnden finanziellen Mitteln scheiterte.
Mit dem erreichten Regionalligaaufstieg 2014 und wegen des damit einhergehenden höheren Medien- und Zuschauerinteresses spielte der BFC zur Saison 2014/15 dauerhaft im Friedrich-Ludwig-Jahn-Sportpark. Dieser lag zudem verkehrsgünstiger und bot mehr Zuschauerplätze. Pokal- und Freundschaftsspiele trägt der BFC im Sportforum aus. Allerdings hat der Berliner Senat den Abriss des Stadions in Prenzlauer Berg beschlossen und die Betriebsgenehmigung zum 31. Dezember 2020 auslaufen lassen, sodass der BFC Dynamo das Stadion verlassen musste.
Das Stadion im Sportforum erfüllt gemäß DFB nicht die Auflagen für die 3. Liga. Dafür wären einige Veränderungen nötig, wie das Schaffen neuer Presseplätze und ein besser abgetrennter Presseblock. Im März 2021 wurde eine Flutlichtanlage installiert, die zuvor im Jahn-Sportpark eingesetzt war. Der BFC Dynamo gab am 21. März 2021 offiziell bekannt, dass das Team nun in das Sportforum Hohenschönhausen zurückgekehrt ist. Für den Fall eines Aufstiegs in die 3. Liga plant der BFC Dynamo den Jahn-Sportpark als ständigen Spielort. Dessen Betriebsgenehmigung wurde nach dem Aufstieg des FC Viktoria 1889 Berlin 2021 und der Installation der Flutlichtanlage doch verlängert und stand so für die 3.-Liga-Saison 2021/22 zur Verfügung.

## Wellblechpalast

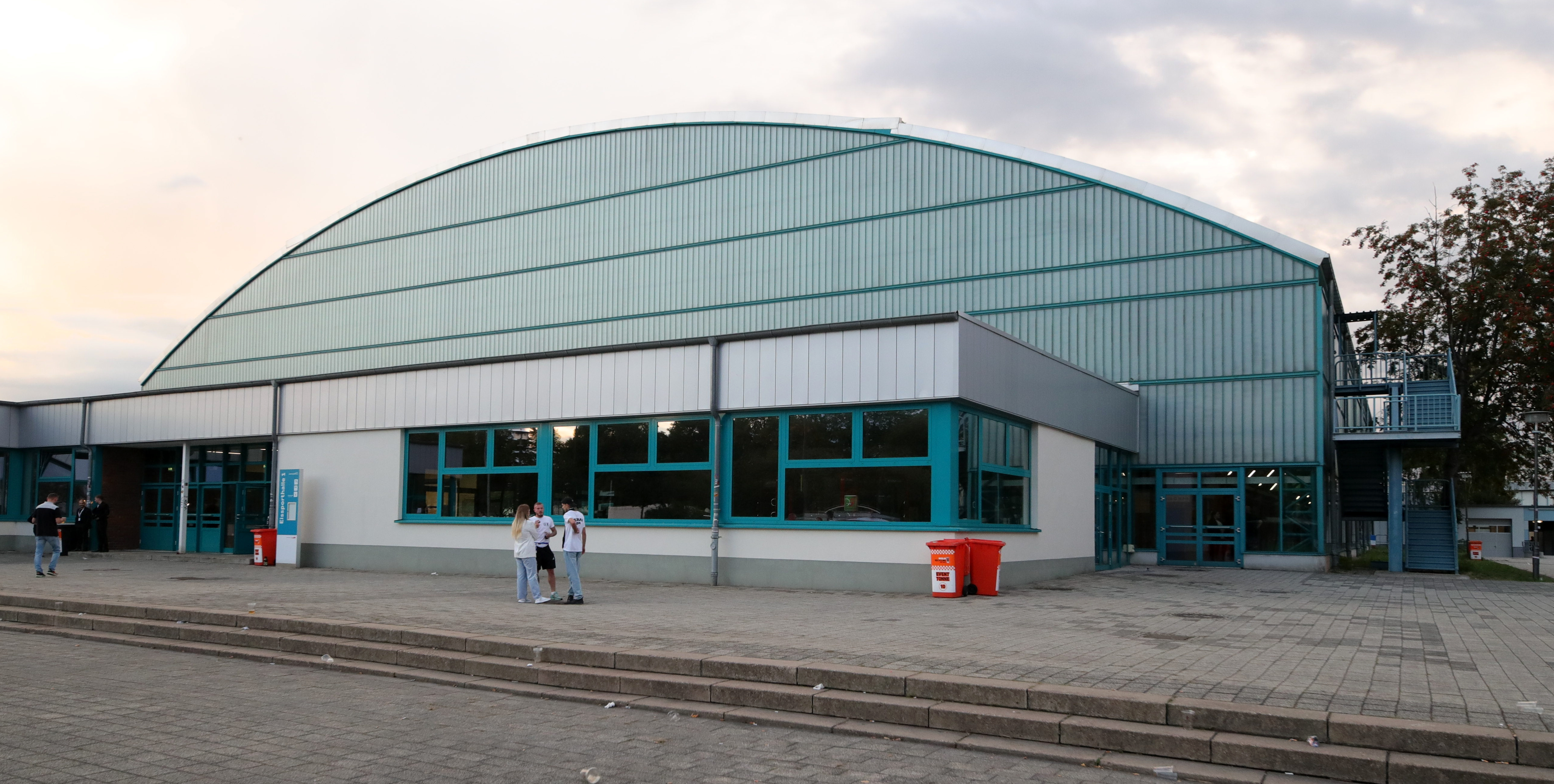
Wellblechpalast, 2022

Wellblechpalast ist seit 2001 auch offiziell der Name der Eissporthalle im Sportforum Hohenschönhausen. Sie wurde 1964 nach Überdachung des 1958 fertiggestellten offenen Kunsteisstadions eröffnet. Die Halle hat eine Kapazität von 5000 Zuschauerplätzen, davon 1600 auf Sitzplätzen.
Zu DDR-Zeiten war hier die Eishockeymannschaft des SC Dynamo Berlin beheimatet, bis zur Saison 2007/08 trugen deren Nachfolger, die Eisbären Berlin, hier ihre Spiele aus. Heute spielen hier die Nachwuchsmannschaften sowie die Frauen- und  Herrenmannschaften der Eisbären Juniors Berlin.

## Eisschnelllaufhalle

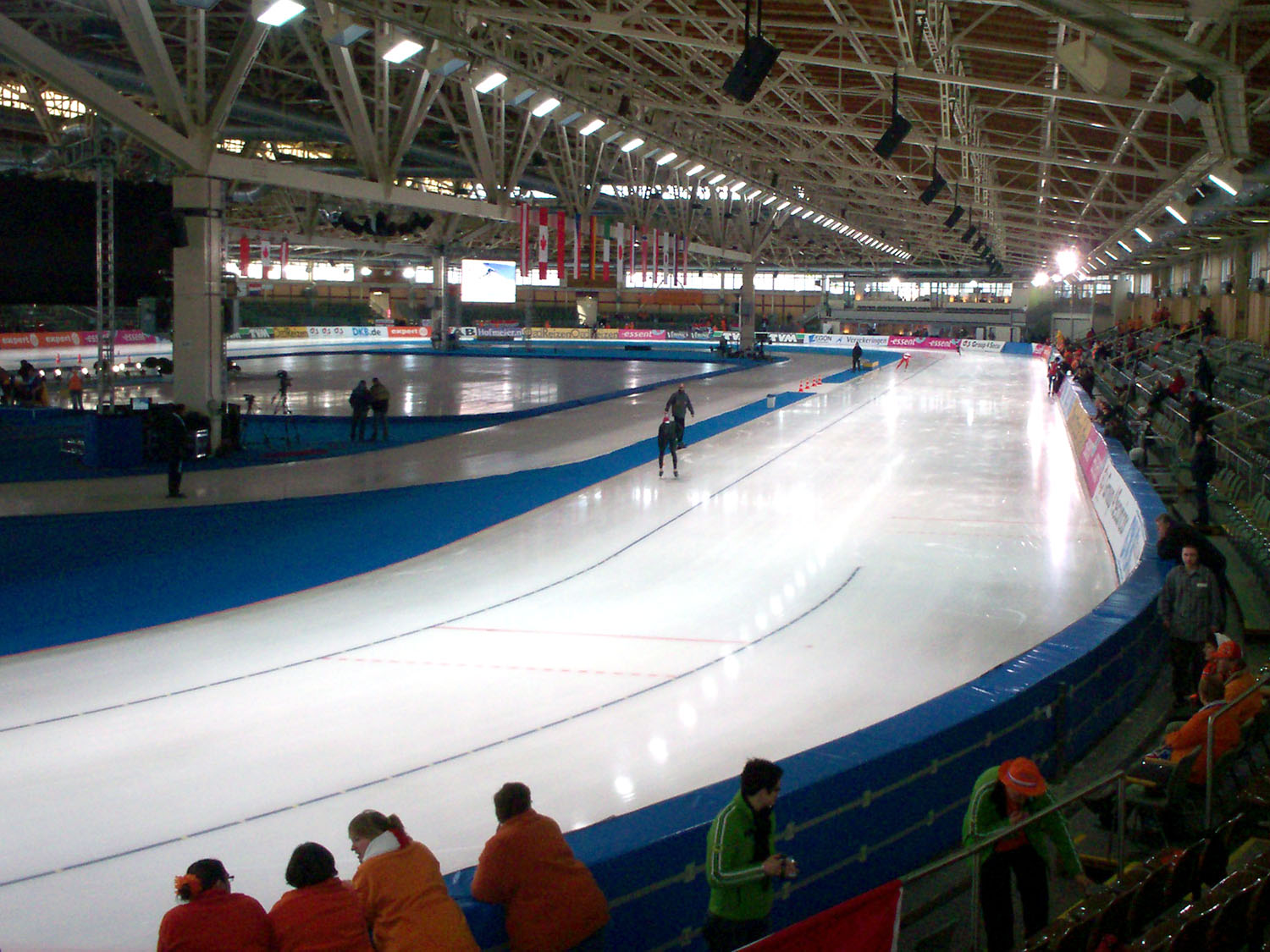
Eisschnelllaufhalle, 2008

Die Eisschnelllaufhalle, die unmittelbar neben dem Wellblechpalast steht, wurde 1986 als erste 400-Meter-Eisschnelllaufbahn in Europa überdacht. Sie bietet eine 400-m-Standardbahn, eine 262-m-Kleinbahn und ein Eishockeyfeld von 30 × 60 m.

## Sporthotel

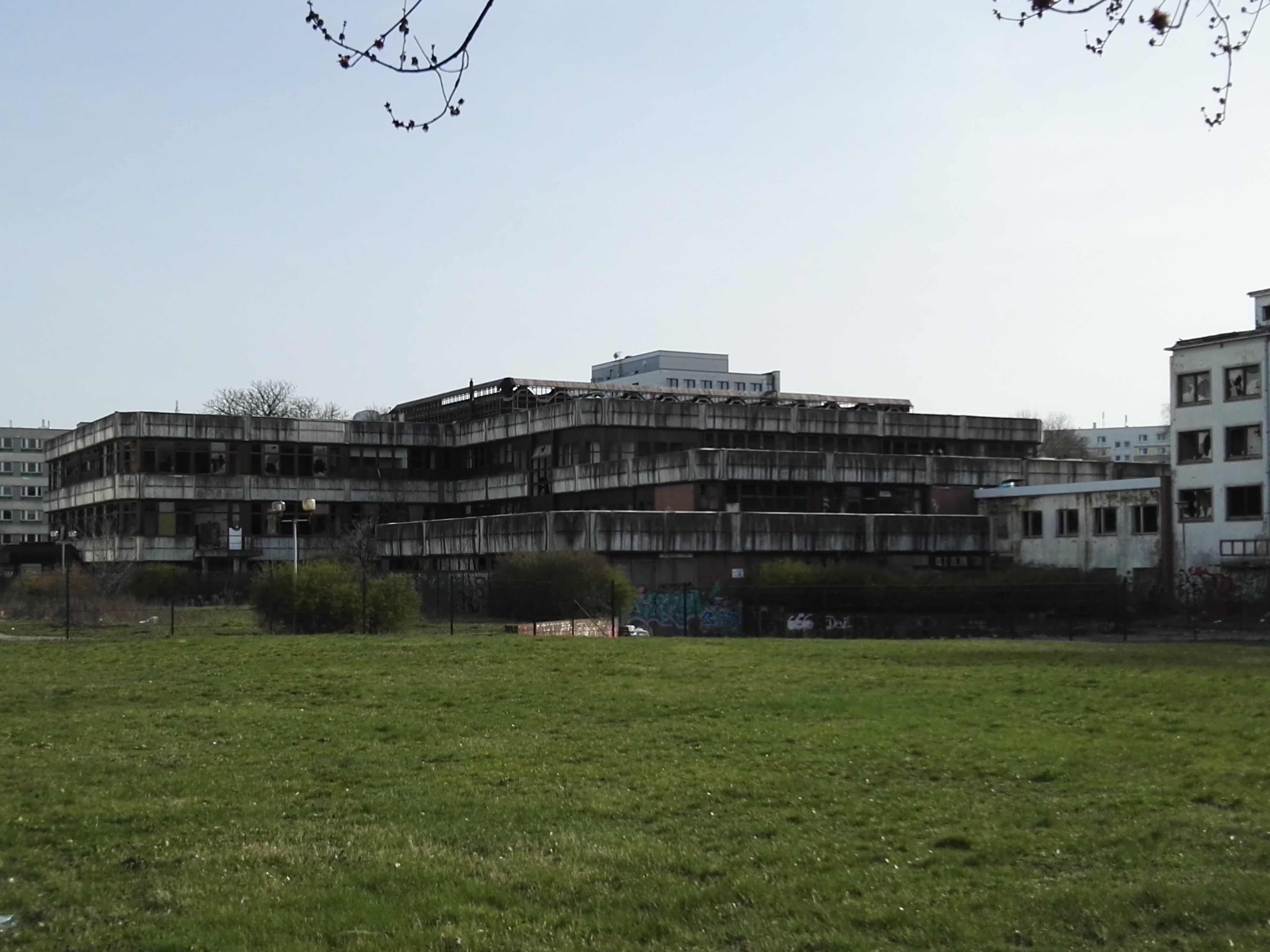
Sporthotel, Bild von 2016, unverändert März 2025

Zur Unterbringung von Sportlern wurde 1960 bis 1962 im Südosten des Areals das dreistöckige Dynamo-Sporthotel mit einem großen Restaurant und Kongresszentrum errichtet. Hier fand 1990 der erste gemeinsame Parteikongress der beiden Landesverbände der West- und der Ost-Berliner CDU statt. Nach der deutschen Wiedervereinigung verfiel der Gebäudekomplex. Er wurde 2010 durch einen Investor erworben, der dort drei markante Hochhäuser errichten wollte, ein Projekt, das nie realisiert wurde.
Das Hotel sollte im Jahr 2015 abgerissen werden, doch die Bauruine steht noch immer unverändert an Ort und Stelle. Seit 2023 gibt es einen neuen Eigentümer des Geländes, der den Bau von Wohngebäuden mit etwa 900 Wohnungen anstrebt, allerdings noch keinen detaillierten Zeitplan. Bislang ist unklar, wann mit einem Abriss des maroden Gebäudes zu rechnen ist.

## Perspektive
Das gesamte Areal vom Sportforum soll nach dem Willen des Berliner Senats umfangreich aufgebessert werden. Dazu gab es im Jahr 2021 einen Architektenwettbewerb, der vor allem eine bessere Nutzung sowohl für den Spitzen- als auch für den Volkssport vorsieht. Als Sieger gingen aus dem Wettbewerb die Büros Holzwarth Landschaftsarchitektur und yellow z hervor. Beide Entwürfe sollen in einem zweistufigen Bauverfahren realisiert werden. Dabei werden etliche der alten maroden Anlagen abgerissen und neu errichtet oder baulich aufgewertet. Die Gesamtgestaltung des Geländes wird entlang von drei Hauptachsen vorgenommen, Autoverkehr soll auf dem Forum nicht mehr stattfinden. Stattdessen wird eine Tiefgarage am Weißenseer Weg ausgeführt. An den Achsen, die zu den Hallen und Sportplätzen führen, werden Spiel-, Sport- und Aufenthaltsflächen angelegt. Auf dem Areal sind dann nur noch Fußgänger, Radfahrer sowie Nutzer von E-Cargobikes und E-Tretrollern zugelassen. Ein neu zu schaffender Mobilitätsstützpunkt bietet Abstellflächen und Ladepunkte, darüber hinaus soll es eine Fahrradwerkstatt und eine Ausleihmöglichkeit von Sportgeräten geben.
Im Jahr 2022 wurde mit dem Neubau einer Typensporthalle begonnen. Ein Realisierungswettbewerb Athletiksporthalle Wintersport fand ebenfalls bereits statt. Nach dem Siegerentwurf lässt der Senat neben der bestehenden Eisschnelllaufhalle einen Ergänzungsbau errichten. Schließlich stehen noch der Neubau einer Bogensport-Halle, ein Ersatzbau der vorhandenen Traglufthalle und die Errichtung eines Sportfunktionsgebäudes Leichtathletik zusammen mit einem Vereinshaus auf der Agenda. Erste Bauten sind bis 2025 realisiert worden: es entstanden eine Kalthalle für den Wintersport, eine Typensporthalle und eine Container-Lösung für ein zukünftiges Fußball-Sportfunktionsgebäude, finanziert aus dem Sondervermögen Infrastruktur der Wachsenden Stadt (SIWA). − Nun soll die Anlage noch weiter entwickelt werden, wozu der Masterplan aktualisiert wurde. Danach wird der Spitzensport weiter kontinuierlich gefördert, aber enger mit neuen Freizeit- und Breitensportmöglichkeiten kombiniert. Geplant sind dafür Ersatzneubauten für die vorhandene Bogensporthalle, das Sportfunktionsgebäude für Fußball und Leichtathletik, für die alte Traglufthalle sowie für das Vereinshaus. Eine besondere Bedeutung kommt der geplanten Athletikhalle Wintersport zu, in welcher Eisschnelllauf, Eiskunstlauf und Eishockey betrieben werden. Zur Finanzierung wird wieder das SIWA genutzt, allerdings mit zusätzlichen Mitteln direkt aus dem Investionshaushalt des Senats.